# 아말 클루니
아말 람지 클루니(아랍어: أمل علم الدين, Amal Ramzi Clooney, 1978년 2월 3일 ~ )는 레바논 태생의 영국인 변호사이자 인권 운동가, 작가이다. Doughty Street Chambers의 법정 변호사이며, 국제법과 형사법, 인권, 범인 인도(extradition) 전문이다. 그녀의 고객 중에는 위키리크스의 설립자인 줄리언 어산지가 있으며, 범인 인도법에 맞서고 있다. 또한 전 우크라이나 총리인 율리야 티모셴코의 변호를 맡기도 하였다. 미국의 배우인 조지 클루니와 결혼하였다.

## 생애
아말 클루니는 레바논 베이루트에서 태어났다. 1980년대에 레바논 내전이 발발하자, 그녀의 가족들은 레바논을 떠나 런던 근교의 제러즈크로스에 정착한다. 당시에 그녀는 두 살에 불과했다. 그녀의 아버지 람지 알라무딘은 베이루트 아메리칸 대학교에서 MBA를 수료했었고 코멧(COMET) 여행사의 소유주였고, 1991년에 레바논으로 돌아갔다. 그녀의 아버지의 부의 원천은 바아클린이라는 마을의 레바논계 드루즈교 가문에서 기원하며, 바아클린의 추프(Chouf) 거리에는 많은 레바논계 드루즈교들이 거주한다. 그녀의 어머니 바리아아 알라무딘(처녀성:미카나스)은 아랍 전체에 배포되는 신문사인 알하야트의 외국인 편집자이고 홍보 회사인 International Communication Experts의 설립자이며, 유명 인사 예약, 홍보 촬영, 이벤트 프로모션을 전문적으로 맡고 있다. 바리아아는 레바논 트리폴리의 수니파 무슬림이다.
아말 클루니는 여동생 탈라와 아버지의 첫 결혼에서 태어난 배다른 형제인 사메르와 지아드가 있다. 그녀는 레바논계 프랑스 사업가 지아드 타키에딘의 조카이다.
2021년 9월 국제형사재판소(ICC)는 아말 클루니를 다르푸르의 수단 분쟁 특별 고문으로 임명했다.